# Chersoneso Aureo

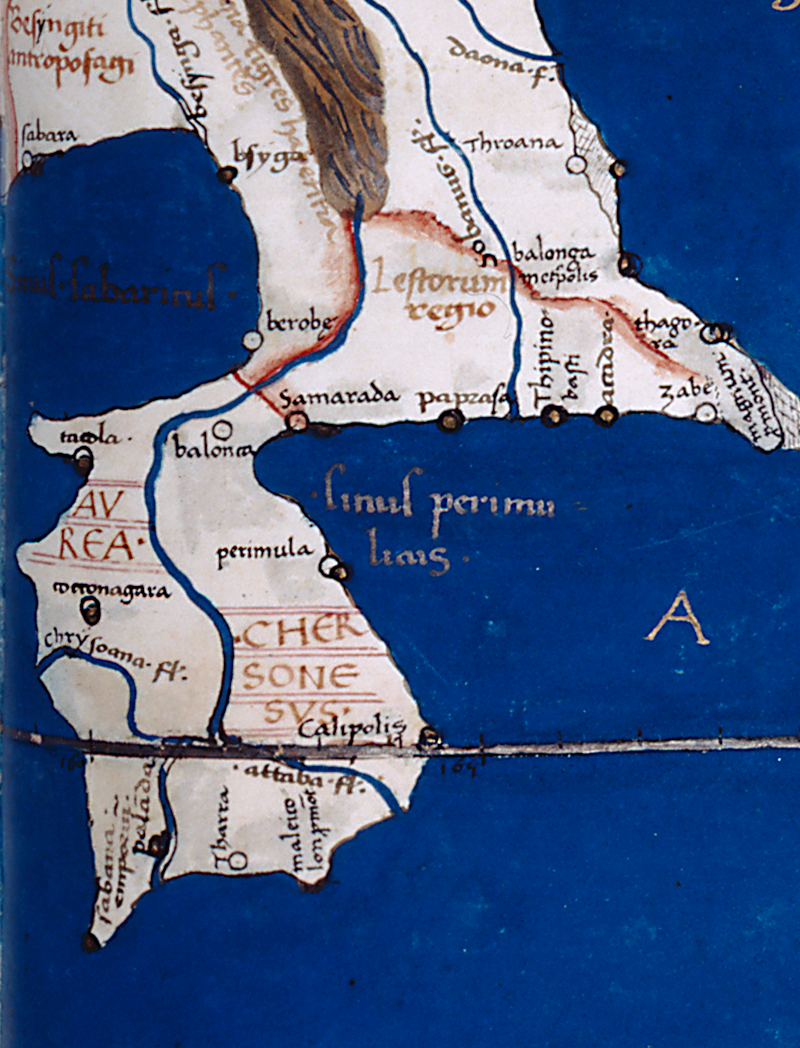
Il Chersoneso Aureo (penisola malese) in una mappa tolemaica prodotta da Niccolò Germano nel 1467. La linea orizzontale rappresenta l'equatore, posizionato erroneamente troppo a nord, in quanto il cartografo per calcolarlo a partire dal tropico del Cancro ha usato il grado tolemaico, che è solo cinque sesti di un grado reale.

Chersoneso Aureo o Aurea Chersoneso (in greco antico: Χρυσῆ Χερσόνησος, Chrysḕ Chersónēsos; in latino: Chersonesus Aurea), ossia «penisola d'oro», era il nome con cui la penisola malese era conosciuta presso i geografi greci e romani dell'antichità classica, tra cui il celebre Claudio Tolomeo, vissuto nel II secolo, autore della Geografia.

## Etimologia
I più antichi riferimenti a una favolosa terra dell'oro che potrebbero essere collegati al Sud-est asiatico si trovano nella letteratura indiana. Nel Ramayana vengono citate Suvarnabhumi («Terra dell'Oro») e Suvarnadvipa («Isola» o «Penisola dorata», poiché dvipa può indicare sia una penisola sia un'isola). Le conoscenze dei Greci riguardo alle terre situate più a est aumentarono notevolmente dopo le conquiste di Alessandro Magno, ma riferimenti specifici a località del Sud-est asiatico comparvero solo dopo l'ascesa dell'impero romano. Geografi greci e romani come Eratostene, Dionigi il Periegeta e Pomponio Mela parlarono di un'Isola d'Oro (Khrysē o Chryse Insula), che alcuni studiosi moderni hanno identificato con Sumatra, escludendo la penisola malese. Tuttavia, Plinio nella Storia Naturale si riferisce a Chryse sia come promontorio sia come isola.
La Geografia di Tolomeo, basata su un'opera precedente di Marino di Tiro, contiene i più noti, e forse i più antichi, riferimenti al Chersoneso Aureo. Tuttavia, la Geografia contiene anche informazioni aggiunte da geografi successivi, quindi la prima menzione certa del Chersoneso Aureo potrebbe trovarsi nell'opera di Marciano di Eraclea. «Chersoneso» in greco significa «penisola» e, sebbene in passato alcuni studiosi abbiano tentato di identificare il Chersoneso Aureo con la Bassa Birmania, oggi si ritiene generalmente che il nome indicasse la penisola malese. Nell'antichità si riteneva che la penisola malese fosse una terra ricca d'oro, e miniere d'oro situate nel Patani e nel Pahang vengono ancora menzionate nel XVII secolo dallo scrittore malese-portoghese Godinho de Erédia. Sebbene oggi la Malesia non sia tra i principali produttori di oro, questo metallo viene ancora estratto in alcune località del paese, come a Raub, nel Pahang.

## Riferimenti cartografici

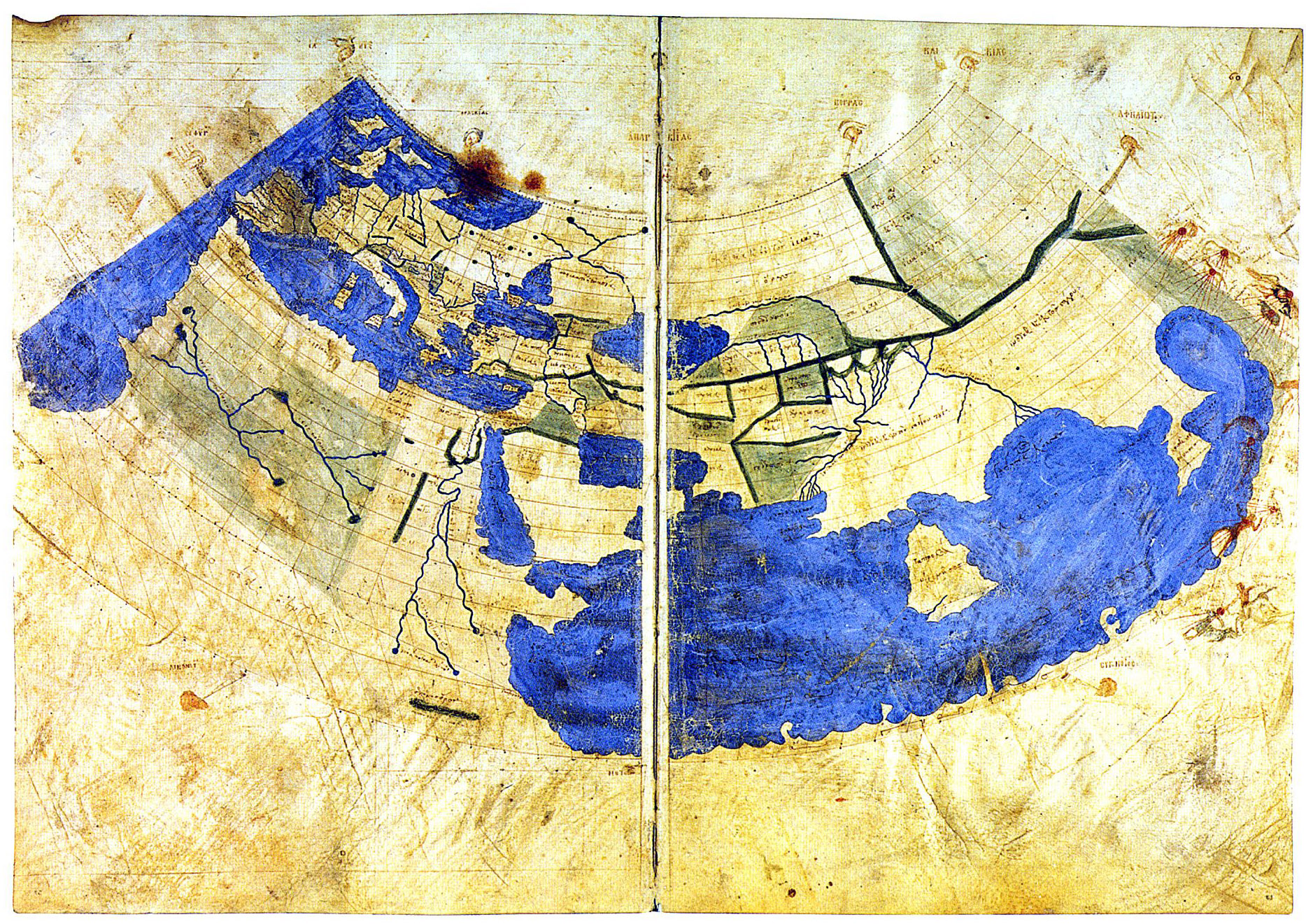
Il planisfero del Codex Vaticanus Urbinas Graecus 82, di ispirazione tolmaica (ca. 1300), raffigura l'oceano Indiano come un bacino chiuso. Il Chersoneso Aureo è la penisola situata più a est, appena prima del Magnus Sinus.

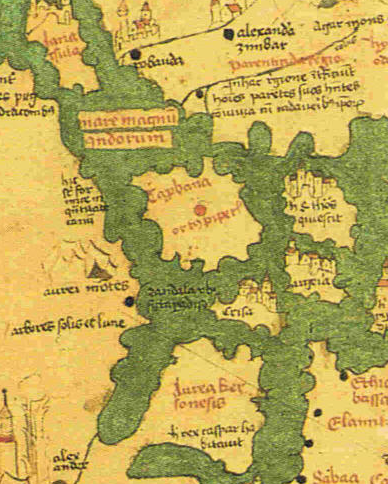
Sulla mappa di Andreas Walsperger (ca. 1448) l'Aurea Chersonese, la «Penisola d'Oro», appare vicina a Giava, nell'oceano Indiano.

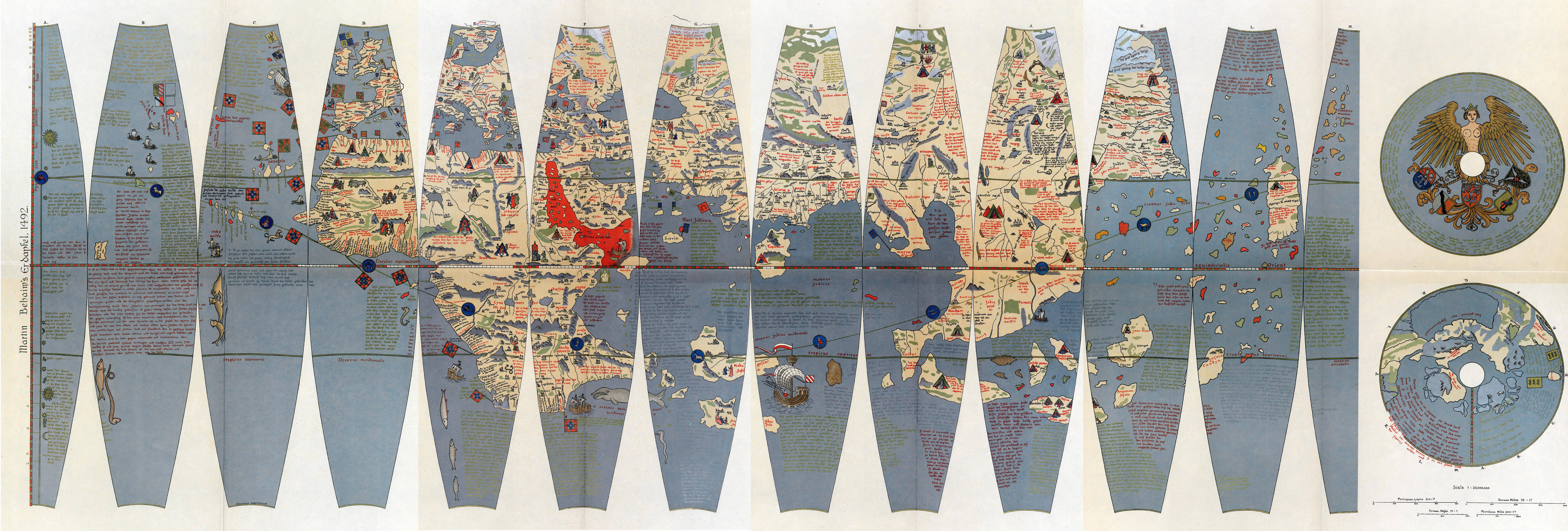
L'Erdapfel di Martin Behaim.

Il Chersoneso Aureo compare nella mappa di Tolomeo, che offrì alcune indicazioni sulla posizione della penisola. Le più antiche mappe tolemaiche giunte fino a noi risalgono tuttavia alla fine del XIII secolo. Occorre ricordare che Tolomeo, come molti geografi antichi, credeva che l'oceano Indiano fosse un mare chiuso, e le mappe basate sui suoi studi mostrano il Chersoneso Aureo che si protende all'interno di un bacino chiuso. Ad est della Penisola d'Oro si estende il Magnus Sinus, cinto a est dalle sponde di una terra incognita («terra sconosciuta»). I geografi arabi erano consapevoli già nell'VIII secolo che l'oceano Indiano non fosse un bacino chiuso: lo dimostra, ad esempio, il Libro della Descrizione della Terra di al-Khwārizmī. Essi dimostrarono che l'oceano Indiano era collegato agli altri oceani e che il limite orientale del mondo abitato, al di là della penisola malese, era l'Isola del Gioiello nel Mar delle Tenebre. La sponda orientale tolemaica andò a costituire sulle carte la cosiddetta «penisola Coda di Drago».
Il Chersoneso Aureo è raffigurato anche nella mappa mundi di Andreas Walsperger, realizzata a Costanza intorno al 1448; su di essa è riportata l'iscrizione: hic rex caspar habitavit («qui viveva Re Gaspare»). Gaspare era uno dei tre magi che andarono ad adorare il Cristo neonato a Betlemme.
Martin Behaim, nel suo globo del 1492, posizionò le isole di Chryse e Argyre («Oro» e «Argento») nei pressi di Zipangu (il Giappone), che Marco Polo aveva descritto come «ricco d'oro». Alle ricerca di queste isole, nel 1587 fu inviata un'apposita spedizione guidata da Pedro de Unamuno.

## Località geografiche
Nella Geografia di Tolomeo sono indicati i nomi di varie formazioni geografiche e insediamenti del Chersoneso Aureo, tra cui città e fiumi. Tuttavia, l'identificazione di queste località è ancora oggetto di dibattito tra gli studiosi. Sebbene molti di questi luoghi siano accompagnati da coordinate, queste non sono considerate affidabili per località tanto distanti dal Mediterraneo, in quanto probabilmente non basate su osservazioni astronomiche e quindi inadeguate per una precisa identificazione. Inoltre, l'opera di Tolomeo fu copiata e tradotta molte volte nei secoli: la più antica copia giunta fino a noi risale oltre mille anni dopo la stesura originaria, il che potrebbe aver introdotto errori e variazioni nel testo.

### Fiumi
La mappa di Tolomeo mostra tre fiumi che si uniscono a formare un unico corso d'acqua che, in realtà, non esiste. È stato tuttavia ipotizzato che questa rappresentazione indichi l'esistenza di un'antica rotta transpeninsulare che collegava il Perak e il Pahang, fungendo da scorciatoia tra le coste orientali e occidentali della penisola malese:
- il fiume Khrysoanas, letteralmente «Fiume d'Oro», identificato, a seconda degli autori, con diversi fiumi della costa occidentale, dal Trang (in Thailandia meridionale), al Lungu, al Perak o al Bernam, o persino al Muar, più a sud[15][18];
- il fiume Palandas, identificato da molti studiosi con il Johor;
- il fiume Attabas, che la maggior parte degli studiosi ritiene corrisponda al Pahang[19].

### Insediamenti
- Takola: un emporio commerciale, identificato dalla maggior parte degli autori con Trang, in Thailandia meridionale, o secondo altri con Takua Pa. Takola era già nota agli indiani nell'antichità: un luogo chiamato Takkola viene citato in alcuni testi indiani del II o III secolo, come il Maha Niddesa e il Milinda Panha, ed è considerato essere la Talaittakkōlam menzionata nell'iscrizione di Tanjore del 1030 come uno dei luoghi conquistati da Rajendra Chola durante l'invasione del regno di Srivijaya. Queste fonti indiane attestano l'esistenza di una Takola tra il III e l'XI secolo[20].
- Konkonagara: una località nei pressi del Khrysoanas, che molti studiosi collocano nel Perak (per esempio a Kuala Kangsar, nel distretto di Kinta, o lungo il fiume Bernam), ma altri situano più a nord, sul fiume Muda nel Kedah, o a Krabi, di fronte a Phuket, in Thailandia. Il nome sarebbe di origine indiana, ma si è anche ipotizzato che derivi da una parola ibrida malese/sanscrita, come kolong-kolong (o kekolong) e negara, che significa «paese delle miniere»[21].
- Sabara o Sabana: il secondo emporio della regione, identificato, a seconda degli autori, con una località del Selangor o nei pressi di Klang, appena a sud di Malacca, nel sud del Johor, o persino con Singapore[22].
- Tharra: località per la quale, a seconda delle versioni testuali, sono state proposte almeno dieci differenti coordinate: è quindi difficile da individuare e non vi è accordo sulla sua identificazione[23][24].
- Palanda: forse da identificare con Kota Tinggi, secondo alcuni autori.
- Kalonka: identificata con vari siti che vanno dalla provincia di Chumphon nel sud della Thailandia al bacino del fiume Pahang.
- Kole polis: forse situata sulla costa nord-orientale della penisola malese, localizzata nel Kelantan, o da qualche parte tra il fiume Kemaman e la città di Kuantan[25].
- Perimula: collocata sulla costa nord-orientale della penisola malese; sono stati suggeriti come possibili luoghi Ligor, i delta dei fiumi Kelantan o Terengganu, e l'isola di Redang[26].

### Altre formazioni
- Capo Maleou-kolon: il nome sembra riferirsi a una «Punta della Malesia», probabilmente l'estremità sud-orientale della penisola[27].
- Golfo Perimulikos: forse corrispondente al golfo del Siam, anche se alcuni hanno ipotizzato che possa essere la baia di Patani o il lago Songkhla nella provincia omonima[26]